# Little Pirates
Little Pirates (リトルパイレーツ ritorupairētsu?, Pequeños Piratas) es una máquina tragaperras (pachislot) basada en el universo de Parodius, desarrollada por Olympia Co. Ltd y publicada por Konami y fue lanzada únicamente en Japón, en julio del año 1998. Es el séptimo juego y primer pachislot o máquina tragapperas de la serie Parodius. Representando a un Pingüino Pirata de Parodius Da!, Moai de Gradius, Aitsu de Gokujo Parodius y Pentarou el Pingüino de la saga Antarctic Adventure.